# Brainfuck
Brainfuck – ezoteryczny język programowania stworzony w 1993 roku przez Urbana Müllera, znany ze swojego skrajnego minimalizmu. Język ten składa się z zaledwie ośmiu prostych komend oraz wskaźnika instrukcji. Pomimo tego, że jest on zupełny w sensie maszyny Turinga, nie został zaprojektowany do praktycznego użycia, a do zachęcania programistów do pisania prostych programów.
Nazwa języka brainfuck jest angielskim złożeniem składającym się z wyrazów brain (mózg) oraz fuck (pieprzyć) co na polski można tłumaczyć jako „mózgojeb”.

## Budowa języka
Celem Müllera było stworzenie jak najmniejszego kompilatora. Oryginalny kompilator, napisany na Amigę, ma rozmiar 240 bajtów.
Jak sugeruje nazwa, programowanie w tym języku jest trudne. Bez względu na to w Brainfucku można zaimplementować dowolny algorytm, ponieważ język ten jest zupełny w sensie maszyny Turinga. 
Język opiera się na prostym modelu maszyny, składającym się, oprócz programu, z tablicy bajtów (zazwyczaj 30000) zainicjowanych zerami oraz wskaźnika do tej tablicy, zainicjowanego tak, aby wskazywał na jej pierwszy element.

### Instrukcje
Brainfuck zawiera 8 następujących jednoznakowych instrukcji:
| Znak                   | Znaczenie                                                                          | Odpowiednik w C                         |
| ---------------------- | ---------------------------------------------------------------------------------- | --------------------------------------- |
| (Rozpoczęcie programu) | inicjacja tablicy bajtów i wskaźnika do jej pierwszego elementu                    | char array[30000] = {0}; char *p=array; |
| >                      | zwiększa wskaźnik o 1                                                              | ++p;                                    |
| <                      | zmniejsza wskaźnik o 1                                                             | --p;                                    |
| +                      | zwiększa o 1 w bieżącej pozycji                                                    | ++(*p);                                 |
| -                      | zmniejsza o 1 w bieżącej pozycji                                                   | --(*p);                                 |
| .                      | wyświetla znak w bieżącej pozycji (ASCII)                                          | putchar(*p);                            |
| ,                      | pobiera znak i wstawia go w bieżącej pozycji (ASCII)                               | *p=getchar();                           |
| [                      | skacze bezpośrednio za odpowiadający mu ], jeśli w bieżącej pozycji znajduje się 0 | while(*p){                              |
| ]                      | skacze do odpowiadającego mu [                                                     | }                                       |

Przy czym „bieżąca pozycja” oznacza element w tablicy wskazywany przez wskaźnik (w odpowiednikach w C, p oznacza wskaźnik).
Wszystkie inne znaki są ignorowane, co jest przydatne przy pisaniu komentarzy.

## Przykłady

### Hello World!
Następujący program drukuje napis „Hello World!” na ekranie i przechodzi do nowej linii:
```
++++++++++

[

>
+++++++
>
++++++++++
>
+++
>
+
<<<<
-

]
 Na początek ustawiamy kilka przydatnych później wartości

>
++
.
               drukuje 'H'

>
+
.
                drukuje 'e'

+++++++
.
           drukuje 'l'

.
                  drukuje 'l'

+++
.
               drukuje 'o'

>
++
.
               spacja

<<
+++++++++++++++
.
 drukuje 'W'

>
.
                 drukuje 'o'

+++
.
               drukuje 'r'

------
.
            drukuje 'l'

--------
.
          drukuje 'd'

>
+
.
                drukuje '!'

>
.
                 nowa linia

```

Dla względów czytelności kod programu został podzielony na kilka linii i zostały dodane komentarze. Brainfuck traktuje wszystkie znaki poza +-<>[],. jako komentarz. Równie dobrze powyższy program można by zapisać jako:
```
++++++++++
[
>
+++++++
>
++++++++++
>
+++
>
+
<<<<
-
]
>
++
.
>
+
.
+++++++
..
+++
.
>
++
.
<<
+++++++++++++++
.
>
.
+++
.
------
.
--------
.
>
+
.
>
.

```

### Trywialne

#### Czyszczenie komórki
```
[
-
]

```

Prosty program, który ustawia wartość w aktualnej komórce na 0. Mówiąc ściślej, tak długo dekrementuje wartość w aktualnej komórce, jak długo jest ona większa od 0.

#### Prosta pętla
```
,
[
.,
]

```

Pętla, która pobiera z wejścia kolejne znaki i drukuje je na ekranie tak długo, aż wczytany zostanie znak końca pliku (EOF). W niektórych implementacjach znak EOF ma wartość -1, wtedy odpowiadający program wygląda następująco:
```
,
+
[
-
.,
+
]

```

#### Poruszanie wskaźnikiem
```
>
,
[
.
>
,
]

```

Ciekawsza wersja poprzedniego programu, tym razem dodatkowo zapisujemy wejście do kolejnych komórek.

#### Dodawanie
```
[
-
>
+
<
]

```

Powyższy kod dodaje wartość w aktualnej komórce do następnej komórki. Warto zauważyć, że zeruje to wartość w aktualnej komórce.

#### Wyrażenie warunkowe w pętli
```
,
----------
[
----------------------
.,
----------
]

```

Powyższy program pobiera wejście (małe litery alfabetu angielskiego) zakończone znakiem nowej linii (czyli wciśnięciem entera) i drukuje je, wcześniej zwiększając litery na wielkie.
Na początku wczytujemy pierwszy znak i odejmujemy od niego 10 (wartość znaku liczona jest w kodzie ASCII, znak nowej linii ma wartość ASCII 10). Gdyby wczytano znak nowej linii, program zakończyłby się, w innym wypadku odejmujemy od niego 22 (razem z poprzednimi 10 odjęliśmy już 32, czyli różnicę między odpowiednimi małymi i wielkimi literami), drukujemy na ekranie, po czym znowu wczytujemy znak, odejmujemy 10 i wracamy do początku pętli.

#### Kopiowanie wartości z komórki
(Jako że przykłady robią się coraz bardziej skomplikowane, przyjmijmy dla ułatwienia, że [0], [1], [2] i tak dalej odnoszą się do kolejnych komórek)
Powiedzmy, że chcemy skopiować wartość z [0] do [1]. Najprostszym sposobem jest intuicyjne:
```
[
-
>
+
<
]

```

Takie wywołanie ustawi wartość w [0] na 0. Aby odzyskać początkową wartość [0], możemy przekopiować [0] do [1] i [2] równocześnie, a następnie kopiując wartość z [2] do [0]. Program realizujący to zadanie wygląda tak:
```
[
-
>
+
>
+
<<
]
      kopiujemy z (0) do (1) i (2)

>>
[
-
<<
+
>>
]
<<
   kopiujemy z (2) do (0)

```

### Nietrywialne
Poniżej widać proste implementacje podstawowych operacji arytmetycznych. Są one bardzo uproszczone, tzn. wejściem są dwie cyfry, także wynik musi być cyfrą.

#### Dodawanie
```
,
>
++++++
[
<
--------
>
-
]
,
[
<
+
>
-
]
<
.

```

Program wczytuje dwie jednocyfrowe liczby i drukuje rezultat dodawania. Program zadziała poprawnie tylko wtedy, gdy rezultat jest cyfrą.
```
43

7

```

Wczytujemy do [0] pierwszą cyfrę i odejmujemy od niej 48 (kody ASCII dla cyfr 0-9 to 48-57). Odejmowanie to jest zrobione za pomocą prostej pętli: najpierw wstawiamy 6 do [1], a następnie tak długo, jak [1] jest różna od zera odejmujemy 8 od [0], i w końcu odejmujemy 1 od [1]. Następnie wczytujemy drugą cyfrę do [1]. Następna pętla [<+>-] dodaje drugą liczbę do pierwszej i zeruje [1]. Na końcu drukujemy wartość z [0].

#### Mnożenie
```
,
>
,
>
++++++++
[
<
------
<
------
>>
-
]

<<
[
>
[
>
+
>
+
<<
-
]
>>
[
<<
+
>>
-
]
<<<
-
]

>>>
++++++
[
<
++++++++
>
-
]
<
.

```

Podobnie jak poprzednio, jednak tym razem mnożymy zamiast dodawać. 
Pierwszą cyfrę przechowujemy w [0], drugą w [1]. Obie zmniejszamy o 48.
Tutaj zaczyna się pętla główna programu. Działamy według zasady: odejmij 1 od [0], po czym dodaj wartość z [1] do [2].
Na końcu dodajemy 48 do [2] i drukujemy rezultat na ekranie.

#### Dzielenie
```
,
>
,
>
++++++
[
-
<
--------
<
--------
>>
]
 przechowuje dwie cyfry w (0) i (1) od obu odejmujemy 48

<<
[
                               powtarzaj dopóki dzielna jest niezerowa

>
[
-
>
+
>
+
<<
]
                        kopiuj dzielnik z (1) do (2) i (3) (1) się zeruje

>
[
-
<<
-
                            odejmujemy 1 od dzielnej (0) i dzielnika (2) dopóki (2) nie jest 0

[
>
]
>>>
[
<
[
>>>
-
<<<
[
-
]]
>>
]
<<
]
        jeżeli dzielna jest zerem wyjdź z pętli

>>>
+
                              dodaj jeden do ilorazu w (5)

<<
[
-
<<
+
>>
]
                        kopiuj zapisany dzielnik z (3) do (1)

<<<
]
                              przesuń wskaźnik na (0) i powtórz pętlę

>
[
-
]
>>>>
[
-
<<<<<
+
>>>>>
]
            kopiuj iloraz z (5) do (0)

<<<<
++++++
[
-
<
++++++++
>
]
<
.
         dodaj 48 i drukuj wynik

```

Po wczytaniu dwóch cyfr powyższy program oblicza ich iloraz (ignorując resztę) i drukuje go na ekranie.